# 贝尔讷伊 (上维埃纳省)
贝尔讷伊（法語：Berneuil，法語發音：[bɛʁnœj]）是法国新阿基坦大区上维埃纳省的一个市镇，属于贝拉克区。

## 地理
贝尔讷伊（46°4'8"N, 1°6'24"E）面积26.09 平方千米，位于法国新阿基坦大区上维埃纳省，该省份为法国中西部省份，北起顺时针与安德尔省、克勒兹省、科雷兹省、多爾多涅省、夏朗德省和维埃纳省接壤。
与贝尔讷伊接壤的市镇（或旧市镇、城区）包括：圣瑞尼安莱孔布、布勒约法、贝拉克、布隆、尚博雷、楠蒂亚、沃尔里、圣帕尔杜勒拉克。

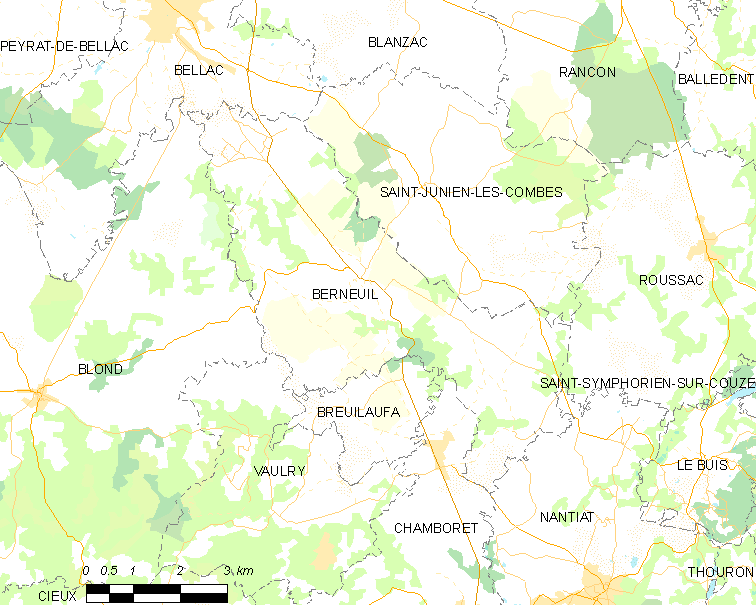
的OSM定位图

贝尔讷伊的时区为UTC+01:00、UTC+02:00（夏令时）。

## 行政
贝尔讷伊的邮政编码为87300，INSEE市镇编码为87012。

## 政治
贝尔讷伊所属的省级选区为贝拉克县。

## 人口

1962-2008年间人口变化图示

贝尔讷伊于2022年1月1日时的人口数量为429人。